# Бенд (Орегон)
Бенд (англ. Bend) — город и административный центр округа Дешут в штате Орегон, США.

## География
По данным Бюро переписи населения США, площадь города составляет 86,17 км², из которых 85,50 км² занимает суша и 0,67 км² вода.

### Климат
| Показатель                    | Янв. | Фев. | Март | Апр. | Май  | Июнь | Июль | Авг. | Сен. | Окт. | Нояб. | Дек. | Год   |
| ----------------------------- | ---- | ---- | ---- | ---- | ---- | ---- | ---- | ---- | ---- | ---- | ----- | ---- | ----- |
| Абсолютный максимум, °C       | 19   | 24   | 28   | 34   | 34   | 38   | 40   | 41   | 38   | 33   | 25    | 21   | 41    |
| Средний суточный максимум, °C | 5,1  | 6,8  | 10,6 | 13,7 | 18,1 | 22,4 | 27,5 | 27,4 | 23,1 | 16,6 | 8,5   | 4,1  | 15,32 |
| Средний суточный минимум, °C  | −4,3 | −4,3 | −2,5 | −0,9 | 2,4  | 5,5  | 8,6  | 7,9  | 4,2  | 0,4  | −2,3  | −5,2 | 0,79  |
| Абсолютный минимум, °C        | −32  | −32  | −25  | −13  | −12  | −6   | −3   | −6   | −11  | −18  | −26   | −32  | −32   |
| Норма осадков, мм             | 36,8 | 28,7 | 18,3 | 17,8 | 22,4 | 19,6 | 14   | 12,2 | 10,4 | 15,2 | 35,3  | 54,4 | 284,7 |
| Источник: NOAA                |      |      |      |      |      |      |      |      |      |      |       |      |       |

## Демография
По данным переписи 2010 года, насчитывалось 76 639 человек, 31 790 домашних хозяйств и 19 779 семей, проживающих в городе. Расовый состав: 91,3 % белые, 0,5 % афроамериканцы, 0,8 % коренные американцы, 1,2 % азиаты, 0,1 % жители тихоокеанских островов, 3,4 % другие расы, 2,6 % две и более рас, 8,2 % испанцы или латиноамериканцы.
Из 31 790 домохозяйств 31,7 % имели детей в возрасте до 18 лет, проживающих с ними; 47,9 % супружеских пар, живущих вместе; 9,9 % женщин, проживающих без мужей; 4,4 % мужчин, проживающих без жён и 37,8 % не имеющих семьи. 27,1 % всех домохозяйств составляли отдельные лица, из которых 9,1 % лица в возрасте 65 лет и старше.
Возрастной состав города: 23,7 % в возрасте до 18 лет; 8,7 % от 18 до 24 лет; 30 % от 25 до 44 лет; 25,1 % от 45 до 64 лет и 12,4 % в возрасте 65 лет и старше. Средний возраст составил 36,6 лет.

## Экономика
Туризм является крупнейшей отраслью экономики Бенда.

## Города-побратимы
- Фудзиока, Япония[2][3]
- Кондега, Никарагуа[4]
- Музаффарабад, Пакистан[5][6]
- Беллуно, Италия[7][8]